# おじいちゃんちへいこう
「おじいちゃんちへいこう」は、2016年8月から9月まで、NHKの音楽番組『みんなのうた』で放送された楽曲である。
作詞：暮醐遊、作曲：河口京吾・平井夏美、編曲：Hidehito Ikumo、歌：氷川きよし。

## 概要
氷川は本番組で初の起用となった。
少年が夏休みに「おじいちゃん」の家に行き、おじいちゃんとクワガタを捕まえたりスイカを食べたりする様子を描いた歌である。
アニメーションは、南家こうじが制作している。
本楽曲は2016年8月2日より配信限定で発売され、その後9月27日に同年2月に発売されていた氷川のシングル「みれん心」（COCA-17226）のカップリングとして収録され初めてCDとして発売された。またCDのほうには楽曲のキーを半音下げた状態のカラオケも収録されている。
初回放送から2か月後の2016年10月・11月にお楽しみ枠で再放送された。